# Jørn Andersen
Jørn Andersen (a veces escrito como Jörn; Fredrikstad, Noruega, 3 de febrero de 1963) es un exjugador y actual entrenador de fútbol noruego naturalizado alemán. En su etapa como jugador profesional se desempeñaba como delantero. Actualmente dirige al Yunnan Yukun de la China League One.
En 1993, perdió su ciudadanía noruega al convertirse en ciudadano alemán.
Fue el primer máximo goleador extranjero de la Bundesliga, al anotar 18 goles en la temporada 1989-90. Es hijo de la jugadora de balonmano Bjørg Andersen y padre del exfutbolista Niklas.

## Carrera como jugador

### Noruega
Nacido en Fredrikstad, la carrera de Andersen comenzó en el equipo local Østsiden donde permaneció hasta 1982. Posteriormente, pasó al Fredrikstad y anotó siete goles en 43 apariciones. El delantero fue transferido a Vålerenga antes de la temporada de 1985. Andersen pudo marcar 23 goles en solo 22 partidos para el equipo de Oslo.

### Alemania
En 1985, el 1. FC Núremberg fichó al noruego. En 78 partidos, Andersen anotó 28 goles antes de mudarse al Eintracht Fráncfort. En la temporada 1989-90, Andersen se convirtió en el primer jugador extranjero en ser el máximo goleador en una temporada con 18 goles en la Bundesliga. En 1990-91, Andersen jugó en el Fortuna Düsseldorf y volvió al equipo de Frankfurt. Después de ese período, se unió al Hamburgo SV (1994-95) y al Dinamo Dresde para jugar en la máxima categoría del fútbol alemán.

### Suiza
Desde Dresden, Andersen se dirigió a Suiza y al FC Zürich en 1995, pero no tuvo éxito ya que solo anotó dos veces en 33 apariciones. Después de la temporada 1997-98 dejó el FC Lugano para unirse al FC Locarno.

## Selección nacional
Fue internacional con la selección noruega en 27 ocasiones y convirtió 5 goles. Su último partido internacional fue un partido de clasificación para la Eurocopa contra Hungría en octubre de 1990, entrando como suplente de Jahn Ivar Jakobsen.

## Carrera como entrenador
Andersen se convirtió en entrenador juvenil del FC Lucerna y regresó a Alemania nuevamente para dirigir al entonces equipo de segunda división Rot-Weiß Oberhausen desde 2003 hasta 2004. Después de ese período, ayudó a Horst Köppel en el Borussia Mönchengladbach.
En mayo de 2007, fichó por el equipo griego de primera división Skoda Xanthi para dirigirlo de 2007 a 2008 en adelante, pero en junio de 2007 el contrato se disolvió por motivos privados. A finales de 2007, fue contratado por el Kickers Offenbach de la 2. Bundesliga, pero no pudo salvarlos del descenso.
El 20 de mayo de 2008, firmó un contrato de dos años con el Mainz 05 de la 2. Bundesliga y, bajo su reinado, el equipo logró el ascenso a la Bundesliga. A pesar del éxito del equipo, Andersen fue despedido el 3 de agosto de 2009.
A mediados de diciembre de 2010, fue nombrado entrenador del equipo Larissa de la Superliga griega. Después de 24 días en el cargo, donde el equipo perdió tres partidos de liga y quedó eliminado de la competición de copa, sin marcar un solo gol, fue despedido. Seis meses después, regresó a Alemania para hacerse cargo del equipo de segunda división Karlsruher SC.
Andersen se convirtió en entrenador del Austria Salzburg el 2 de enero de 2015. Después de dejar al equipo austríaco en diciembre de 2015, Andersen fue nombrado director técnico de Corea del Norte en mayo de 2016. Fue la primera vez que Corea del Norte designó a un entrenador extranjero desde 1993. En 2018, dejó su cargo después de dos años trabajando con el equipo.
En junio de 2018, fue anunciado como el nuevo entrenador del Incheon United de Corea del Sur, en la K League. Fue despedido el 15 de abril de 2019, con el equipo ubicado en la parte inferior de la tabla después de acumular solo cuatro puntos en siete partidos.
En diciembre de 2021, Andersen fue nombrado entrenador de Hong Kong, sucediendo a Mixu Paatelainen. En junio de 2022, clasificó al país a la Copa Asiática por primera vez en 54 años.El 27 de mayo de 2024, presentó su renuncia al cargo luego de declinar una oferta de renovación por tres años.
El 3 de junio de 2024, fue confirmado como entrenador del Yunnan Yukun de China y firmó un contrato por 18 meses.El 14 de octubre, conquistó la Primera Liga China con tres jornadas de anticipación y logró el ascenso a la máxima categoría del fútbol chino.

## Equipos

### Como jugador
| Equipo              | País             | Año       |
| ------------------- | ---------------- | --------- |
| Fredrikstad FK      | Noruega          | 1982-1984 |
| Vålerenga IF        | Noruega          | 1985      |
| 1. FC Núremberg     | Alemania Federal | 1985-1988 |
| Eintracht Fráncfort | Alemania Federal | 1988-1990 |
| Fortuna Düsseldorf  | Alemania         | 1990-1991 |
| Eintracht Fráncfort | Alemania         | 1991-1994 |
| Hamburgo SV         | Alemania         | 1994-1995 |
| Dinamo Dresde       | Alemania         | 1995      |
| FC Zürich           | Suiza            | 1995-1997 |
| FC Lugano           | Suiza            | 1997-1999 |
| FC Locarno          | Suiza            | 1999-2001 |

### Como entrenador
| Equipo                               | País            | Año           |
| ------------------------------------ | --------------- | ------------- |
| FC Locarno                           | Suiza           | 2000-2001     |
| Rot-Weiß Oberhausen                  | Alemania        | 2003-2004     |
| Borussia Mönchengladbach (asistente) | Alemania        | 2005-2006     |
| Skoda Xanthi                         | Grecia          | 2007          |
| Kickers Offenbach                    | Alemania        | 2007-2008     |
| FSV Mainz                            | Alemania        | 2008-2009     |
| AE Larisa                            | Grecia          | 2010-2011     |
| Karlsruher SC                        | Alemania        | 2011-2012     |
| SV Austria Salzburg                  | Austria         | 2015          |
| Selección de Corea del Norte         | Corea del Norte | 2016-2018     |
| Incheon United                       | Corea del Sur   | 2018-2019     |
| Selección de Hong Kong               | Hong Kong       | 2021-2024     |
| Yunnan Yukun                         | China           | 2024-presente |

## Palmarés

### Como jugador

#### Campeonatos nacionales
| Título          | Equipo         | País    | Año  |
| --------------- | -------------- | ------- | ---- |
| Copa de Noruega | Fredrikstad FK | Noruega | 1984 |

#### Distinciones individuales
| Distinción                        | Año  |
| --------------------------------- | ---- |
| Máximo goleador de la 1. divisjon | 1985 |
| Máximo goleador de la Bundesliga  | 1990 |

### Como entrenador

#### Campeonatos nacionales
| Título             | Equipo       | País  | Año  |
| ------------------ | ------------ | ----- | ---- |
| Primera Liga China | Yunnan Yukun | China | 2024 |